# Усть-Утяк
Усть-Утяк — поселок в Кетовском районе Курганской области. Входит в состав Лесниковского сельсовета.

## История
В 1976 г. Указом Президиума ВС РСФСР поселок дома отдыха переименован в Усть-Утяк.

## Население
| 1989 | 2002 | 2010 |
| ---- | ---- | ---- |
| 347  | ↘308 | ↗456 |